# Kristkirkens Sogn (Kolding)
 For alternative betydninger, se Kristkirkens Sogn. (Se også artikler, som begynder med Kristkirkens Sogn)
Kristkirkens Sogn er det største af de fire bysogne i Kolding by, beliggende i Kolding Provsti (Haderslev Stift).
Kolding købstad havde oprindelig kun ét sogn, Kolding Sogn. Byen var i 1900-tallets begyndelse vokset så meget, at endnu et sogn nødvendigvis måtte oprettes, så de nye bydele syd for Kolding Å kunne betjenes. Kolding Sogn blev derfor i 1925 delt i to med åen som skillelinje: Sognet i den gamle bykerne fik nu navnet Sankt Nicolai Sogn, og sognet i den nye bydel kaldtes Kristkirkens Sogn. Kristkirken i Kolding, kaldet "Jyllands Vor Frue", tegnet i nyklassissistisk stil af arkitekterne Svane & Jørgensen, blev indviet samme år.  
Kristkirkens Sogn har to sognekirker, hvilket er usædvanligt i dansk sammenhæng. Foruden Kristkirken på Haderslevvej 38 råder sognet også over Immanuelskirken på Immanuelsvej 4, opført i 1931.
Kristkirkens sogn har cirka 12.000 indbyggere, hvoraf cirka 10.000 er medlemmer af folkekirken. Der er ansat tre præster og 10 øvrige medarbejdere. Der afholdes op mod 65 søn-og helligdagsgudstjenester i Kristkirken og op mod 20 i Immanuelskirken årligt. Derudover afholdes der hvert år ca. 40 særlige gudstjenester for børn, unge, indsatte i arresten mv. 